# 아오바구 (센다이시)
아오바구(일본어: 青葉区)는 일본 미야기현 센다이시를 구성하는 5개 구 중 하나이다. 합병 전의 옛 센다이시 북부와 중심부(약 21만 명이 거주, 면적비율 14%), 옛 미야기군 미야기정(약 7만 명이 거주, 면적비율 86%)이 현 아오바구가 되었다.
구의 동부는 에도 시대부터 센다이시의 중심이다.

## 지리
구의 서부에 있는 오우 산맥에서 동쪽으로 흐르는 히로세강과 그 지류의 유역을 따라 있는 동서로 가늘고 긴 형태의 구이다. 구내의 오우 산맥은 후나가타산과 자오 연봉 사이에 높은 봉우리가 없고 서쪽에서 눈구름이 들어가기 쉽기 때문에 서부의 구 미야기정은 폭설 지대로 지정되어 있다. 고도가 낮기 때문에 세키야마 고개(국도 48호선)에서 야마가타현 무라야마 지방으로 통하고 있다.
서부의 구 미야기정은 아이코 분지를 중심으로 한 지역으로 아오바산 구릉에 의해 동부와 지형적으로 분단되어 있다. 아오바산 구릉의 북부는 주택 지역이고 구릉 동단의 아오바산에는 센다이성과 도호쿠 대학 가와우치 캠퍼스가 있다. 구릉의 동쪽에는 히로세강의 하안단구가 형성되어 있어 센다이시청, 미야기현청, 센다이역, 도호쿠 대학 가타히라 캠퍼스 등 시의 주요 시설이 집중하는 센다이시 도심부를 이룬다. 구의 동단에는 센다이역과 도호쿠 신칸센·도호쿠 본선이 있다. 아오바산 구릉에 의해 분단되어 있는 동서를 묶는 주요 교통로는 국도 48호선과 센잔선이 담당하고 있다.

## 산업
많은 빌딩들에 대기업의 센다이 및 도호쿠 지점이 입주해 있어 지점 경제 도시로 불리고 있다. 센다이역 앞의 히가시이치반초도리(東一番丁通り)부터 주오도리(中央通り)에 걸쳐 상점가가 늘어서 있고 시청 앞에서 미나미초도리(南町通り)에 걸쳐서도 이치반초 상점가가 형성되어 있다. 요즘은 교통 사정이 개선되어 상권이 넓어지고 있고 예로부터 야마가타현과 후쿠시마현의 사람들이 방문해왔다. 이것을 센다이 경제권이라고 부른다.

### 음식 산업
고쿠분초(国分町)와 그 주변은 유흥가이며 음식점과 바, 클럽 등이 모여 있다. 경기가 좋은 시기에는 '불야성'으로 불렸다. 고쿠분초에서 벗어나면 서민적인 음식점과 술집 등이 있다.

## 교육

### 대학, 단기대학, 고등전문학교
- 국립
  - 도호쿠 대학
  - 미야기 교육 대학
  - 센다이 전파 공업 고등 전문 학교

- 사립
  - 도호쿠 가쿠인 대학（쓰치토이 캠퍼스）
  - 미야기 가쿠인 여자대학
  - 도호쿠 복지 대학
  - 도호쿠 문화 학원 대학
  - 도호쿠 약과 대학

## 교통

### 철도
중심역: 센다이역
- 동일본 여객철도
  - 도호쿠 신칸센
    - 센다이역

  - 도호쿠 본선
    - 센다이역

  - 센잔선
    - 센다이역 - 도쇼구역 - 기타센다이역 - 기타야마역 - 구니미역 - 구즈오카역 - 리쿠젠오치아이역 - 아야시역 - 리쿠젠시라사와역 - 구마가네역 - 니시센다이 하이랜드역 - 사쿠나미역 - 야쓰모리역 - 오쿠닛카와역

  - 센세키선
    - 아오바도리역

- 센다이시 교통국(센다이시 지하철)
  - 난보쿠선
    - 아사히가오카역 - 다이노하라역 - 기타센다이역 - 기타요반초역 - 고토다이코엔역 - 히로세도리역 - 센다이역 - 이쓰쓰바시역

### 버스
- 센다이 시영 버스 (센다이시 교통국)
- 미야기 교통 (메이테츠 그룹)
- 아야시 관광 버스
- 야마코 버스

### 도로

#### 고속도로
- 도호쿠 자동차도: 센다이 미야기 IC

#### 일반 국도
- 국도 4호선
- 국도 45호선
- 국도 48호선
- 국도 457호선

## 명소·유적·축제·관광지

### 박물관·미술관
- 센다이시 박물관
- 도로 자료관
- 미야기현 미술관
- 센다이시 문학관
- 센다이시 과학관

### 축제
- 돈토제 (1월 14일)
- 아오바 마쓰리 (1월 14일)
- 센다이 칠석 축제 (8월 6일~8일)
- 조젠지 스트리트 재즈 페스티벌 in SENDAI (9월 2번째 일요일과 그 전날)
- 미치노쿠 YOSAKOI 마쓰리 (10월)
- 센다이 빛의 패전트 (12월)